# 1935 في إسبانيا
فيما يلي قوائم الأحداث التي وقعت خلال عام 1935 في إسبانيا.

## رياضة
- 1 يناير – طواف إسبانيا 1935

## مواليد

### فبراير
- 17 فبراير – ماكسيمو كاخال دبلوماسي إسباني.

### مارس
- 16 مارس – تيريزا بيرجانزا

### أبريل
- 6 أبريل – لويس ديل سول لاعب كرة قدم إسباني.

### مايو
- 2 مايو – لويس سواريز ميرامونتيس لاعب كرة قدم إسباني.
- 6 مايو – خوسيه فيدال لاعب كرة قدم إسباني.
- 11 مايو – فرانسيسكو أومبرال كاتب إسباني.

### أغسطس
- 23 أغسطس – أرماندو ميروديو لاعب كرة قدم إسباني.

## وفيات

### نوفمبر
- 19 نوفمبر – سيلفيرو إيزاغويري (مواليد 1897) لاعب كرة قدم إسباني.